# Marathon du Médoc
Le Marathon du Médoc est une épreuve sportive française, créée en 1985, qui se tient tous les ans au mois de septembre à travers les vignobles du Médoc, en Gironde.

## Parcours

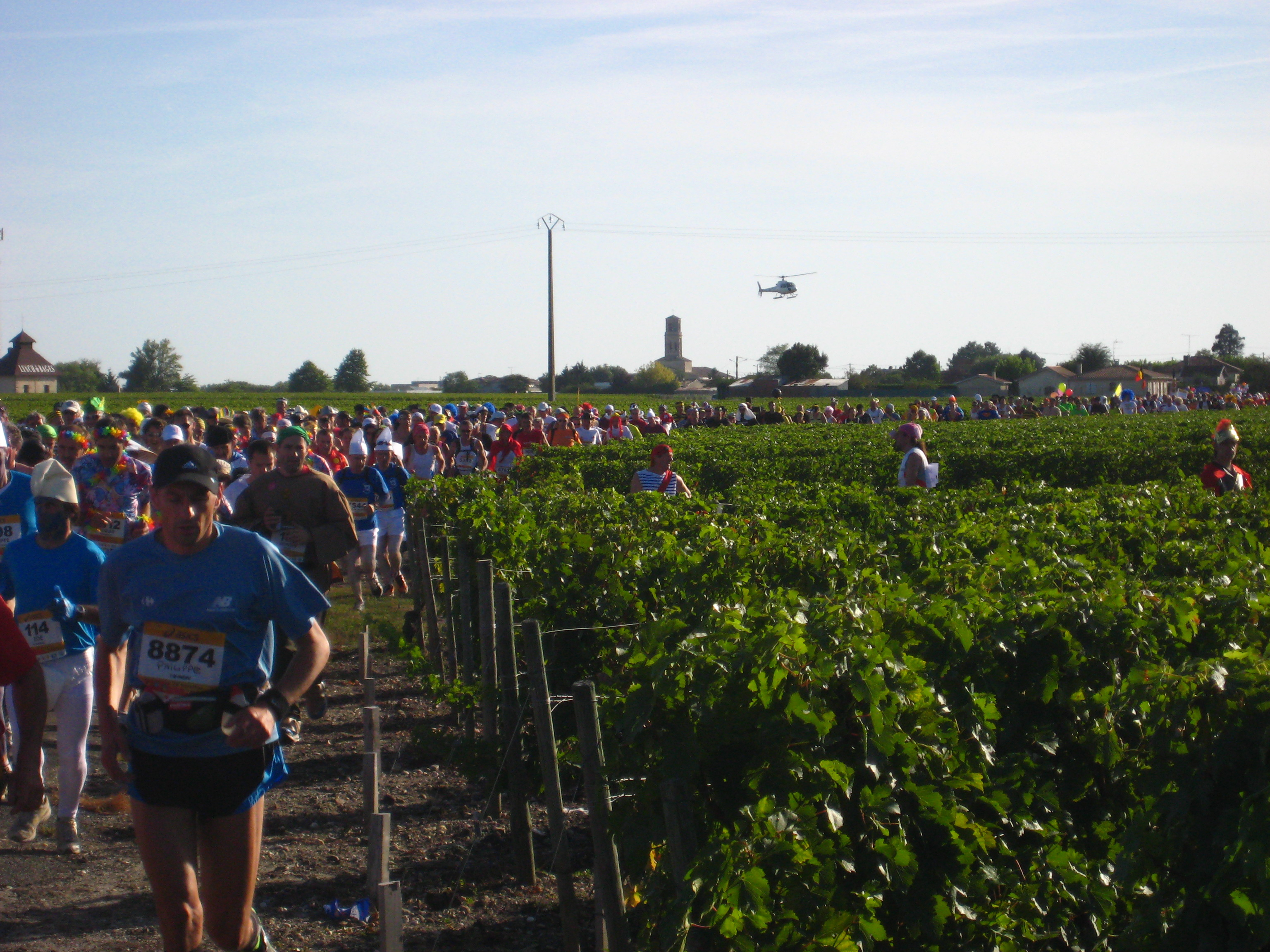
Parcours du Marathon à travers le vignoble du Médoc.

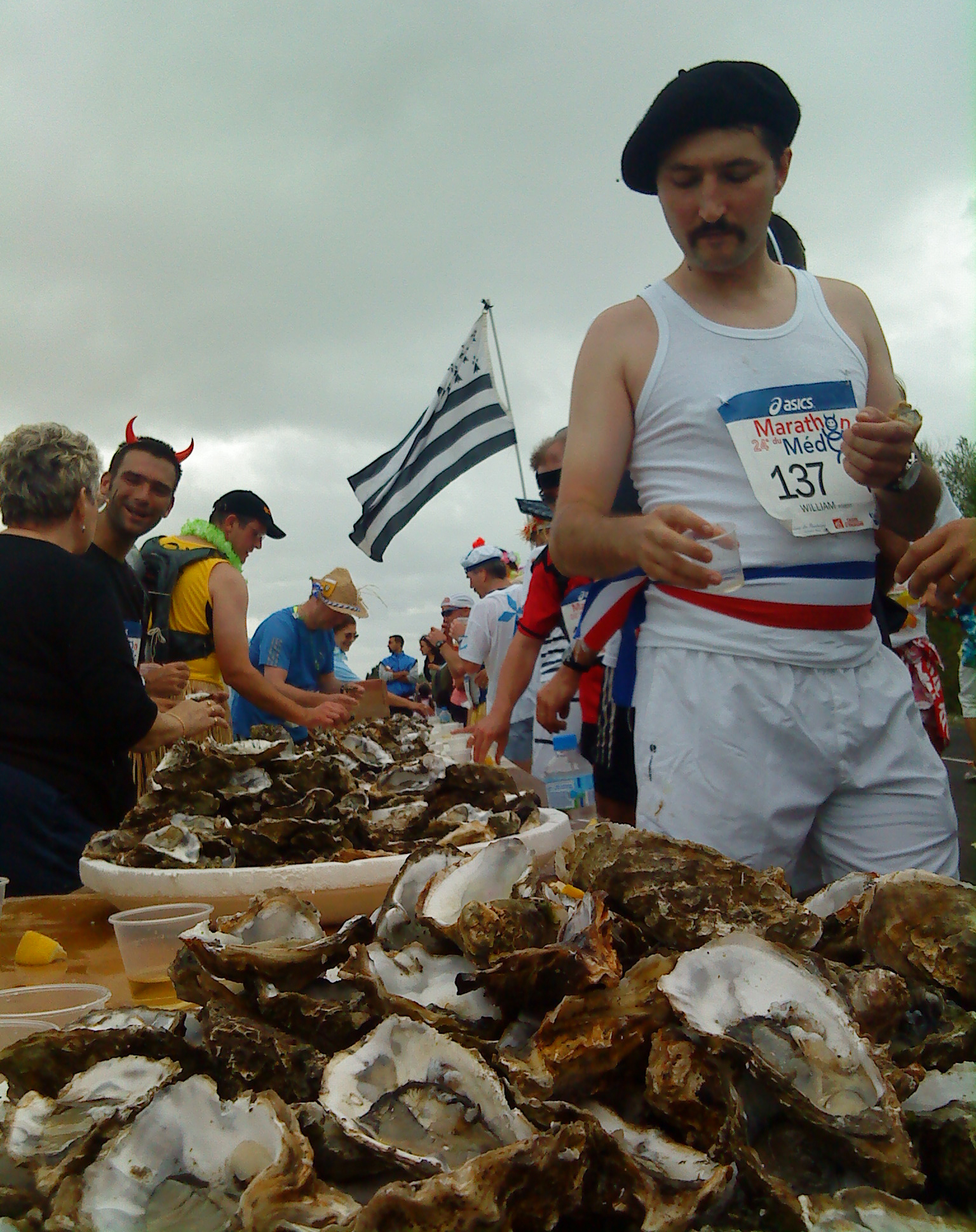
Dégustation d'huitres au.

Le circuit traverse les vignobles et les châteaux prestigieux des appellations Pauillac, Saint-Julien, Saint-Estèphe, Médoc et Haut-Médoc, avec départ et arrivée à Pauillac. Le marathon, connu à l'international, est célèbre pour l'ambiance festive qui y règne. La majorité des marathoniens y courent déguisés. La course est entrecoupée de plusieurs animations : pauses musicales au son de l'un des 23 orchestres disséminés sur le parcours, appréciation des vins offerts par les châteaux (23 dégustations œno-sportives sur le parcours), des huîtres (38e kilomètre) ou encore de l'entrecôte (au 39e kilomètre).
Le 35e Marathon du Médoc attire en 2019 plus de 4 000 étrangers, représentant 75 nations, ainsi que de nombreux spectateurs massés tout au long du parcours. Pour mettre en musique cet événement atypique, plus de 3 000 bénévoles sont mobilisés, le Marathon du Médoc restant un événement professionnel mais organisé par une association de bénévoles depuis sa création.

## Palmarès
Les records apparaissent en gras.
| Date | 1er Homme         | Pays       | Temps           | 1re Femme              | Pays       | Temps           | Partants | Arrivants |
| ---- | ----------------- | ---------- | --------------- | ---------------------- | ---------- | --------------- | -------- | --------- |
| 1985 | Bruno Schmitt     | France     | 2 h 29 min 53 s | Josette Guillemin      | France     | 3 h 26 min 27 s | 500      | 396       |
| 1986 | Daniel Dumortier  | France     | 2 h 35 min 59 s | Jacqueline Ballard     | France     | 3 h 29 min 22 s | 1 000    | 738       |
| 1987 | Patrick Faugere   | France     | 2 h 35 min 59 s | Monique Exbrayat       | France     | 2 h 57 min 18 s | 1 400    | 950       |
| 1988 | Christian Soulard | France     | 2 h 23 min 53 s | Ann Trason             | États-Unis | 2 h 45 min 54 s | 1 850    | 1 500     |
| 1989 | Dave Chairez      | États-Unis | 2 h 24 min 20 s | Ruth Vomund            | États-Unis | 2 h 54 min 55 s | 2 230    | 1 950     |
| 1990 | Christian Soulard | France     | 2 h 26 min 10 s | Christine K. Iwahashi  | États-Unis | 2 h 50 min 26 s | 2 876    | 2 407     |
| 1991 | Michel Latestere  | France     | 2 h 23 min 44 s | Véronique Monnier      | France     | 3 h 0 min 33 s  | 3 680    | 3 124     |
| 1992 | Sacha Lotov       | Russie     | 2 h 19 min 20 s | Olga Longinova         | Russie     | 2 h 47 min 48 s | 4 619    | 4 051     |
| 1993 | Philippe Remond   | France     | 2 h 21 min 56 s | Irène Castet           | France     | 2 h 54 min 30 s | 6 057    | 5 325     |
| 1994 | Mohamed Fettah    | Maroc      | 2 h 28 min 24 s | Stéphanie Leroy        | France     | 2 h 54 min 8 s  | 7 283    | 6 502     |
| 1995 | Philippe Remond   | France     | 2 h 20 min 7 s  | Stéphanie Leroy        | France     | 2 h 56 min 0 s  | 6 639    | 5 832     |
| 1996 | Philippe Remond   | France     | 2 h 26 min 55 s | Stéphanie Leroy        | France     | 2 h 57 min 38 s | 7 522    | 6 710     |
| 1997 | Philippe Remond   | France     | 2 h 27 min 36 s | Anne Dieltens          | Belgique   | 2 h 51 min 13 s | 7 804    | 7 121     |
| 1998 | Philippe Remond   | France     | 2 h 24 min 17 s | Maria Rebelo           | France     | 2 h 51 min 13 s | 7 380    | 6 978     |
| 1999 | Mohamed Ezzher    | France     | 2 h 19 min 41 s | Joalsiae Llado         | France     | 2 h 38 min 34 s | 7 500    | 6 918     |
| 2000 | Philippe Remond   | France     | 2 h 20 min 15 s | Anne Dieltens          | Belgique   | 2 h 59 min 31 s | 7 913    | 7 361     |
| 2001 | Philippe Remond   | France     | 2 h 31 min 20 s | Nathalie Vasseur       | France     | 2 h 55 min 34 s | 8 000    | 7 097     |
| 2002 | Philippe Remond   | France     | 2 h 33 min 57 s | Nathalie Vasseur       | France     | 2 h 52 min 36 s | 8 000    | 7 811     |
| 2003 | Philippe Remond   | France     | 2 h 32 min 52 s | Nathalie Vasseur       | France     | 2 h 56 min 27 s | -        | -         |
| 2004 | Philippe Remond   | France     | 2 h 30 min 29 s | Nathalie Vasseur       | France     | 2 h 54 min 26 s | -        | -         |
| 2005 | David Antoine     | France     | 2 h 24 min 55 s | Nathalie Vasseur       | France     | 2 h 52 min 48 s | 8 000    | 6 349     |
| 2006 | David Antoine     | France     | 2 h 28 min 7 s  | Nathalie Vasseur       | France     | 2 h 58 min 22 s | 8 333    | 7 108     |
| 2007 | David Antoine     | France     | 2 h 27 min 29 s | Nathalie Vasseur       | France     | 2 h 49 min 22 s | -        | -         |
| 2008 | David Ramard      | France     | 2 h 23 min 50 s | Nathalie Vasseur       | France     | 2 h 54 min 25 s | -        | -         |
| 2009 | David Antoine     | France     | 2 h 25 min 31 s | Nathalie Vasseur       | France     | 2 h 49 min 50 s | -        | -         |
| 2010 | David Antoine     | France     | 2 h 28 min 15 s | Nathalie Vasseur       | France     | 2 h 54 min 29 s | -        | -         |
| 2011 | Thierry Guibault  | France     | 2 h 28 min 19 s | Stéphanie Viaud Briand | France     | 2 h 54 min 31 s | -        | 7 354     |
| 2012 | Thierry Guibault  | France     | 2 h 28 min 46 s | Nathalie Vasseur       | France     | 2 h 54 min 36 s | 8 100    | 7 513     |
| 2013 | Thierry Guibault  | France     | 2 h 26 min 50 s | Stéphanie Viaud Briand | France     | 2 h 50 min 12 s | -        | 7 905     |
| 2014 | Thierry Guibault  | France     | 2 h 28 min 41 s | Nathalie Vasseur       | France     | 2 h 53 min 41 s | -        | 9 620     |
| 2015 | Thierry Guibault  | France     | 2 h 26 min 41 s | Nathalie Vasseur       | France     | 2 h 53 min 27 s | -        | 7 553     |
| 2016 | Freddy Guimard    | France     | 2 h 25 min 44 s | Nathalie Vasseur       | France     | 2 h 57 min 6 s  | -        | 7 668     |
| 2017 | Thierry Guibault  | France     | 2 h 27 min 6 s  | Noèmie Clayessens      | France     | 2 h 55 min 57 s | -        | 7 913     |
| 2018 | Denis Mayaud      | France     | 2 h 25 min 43 s | Raphaëlle Jourdrin     | France     | 2 h 58 min 52 s | -        | 7 661     |
| 2019 | Freddy Guimard    | France     | 2 h 26 min 39 s | Nathalie Vasseur       | France     | 2 h 58 min 34 s | 8 500    | 8 127     |

Le Marathon du Médoc a été annulé en 2020 et 2021.
Le Marathon du Médoc revient deux ans plus tard, le 10 septembre 2022,.